# ボスホート1号
ボスホート1号（ボスホート1ごう、Voskhod 1）は、初めて複数の人間を宇宙空間に送った、初めて技術者、学者を宇宙に送った、また初めて宇宙服を使わずに飛行したソビエト連邦の宇宙船である。ボスホートはロシア語で日の出という意味である。また、この飛行では336kmという当時、最遠距離の記録が樹立された。複数の人間を宇宙空間に送ることを計画したアメリカ合衆国のジェミニ計画に対抗して始められた。この飛行では、1871年のパリ・コミューンの旗の一片が持ち込まれたと主張されている。
ボスホート1号は、3人乗りとしては小型であり、乗組員のための3体の宇宙服は省略され、乗員区画の大きさやペイロードに余裕は無かった。もともとボスホートは2人乗り用として設計されていたが、ソビエト連邦の政治家の圧力で3人乗りとなった。ボスホート計画は短期間で終わり、ボスホート1号の他は、2人を乗せたボスホート2号しか飛ばなかった。ボスホート2号では、アレクセイ・レオーノフが人類初の宇宙遊泳を行ったため、宇宙服を着て行われた。

## 宇宙飛行士
- 船長:ウラジーミル・コマロフ(1)
- 技術者:コンスタンチン・フェオクチストフ(1)
- 医師:ボリス・エゴロフ(1)

### バックアップ
- 船長:ボリス・ヴォリノフ
- 技術者:ゲオルギ・カティス
- 医師:アレクセイ・ソロキン

### リザーブ
- 医師:ワシリー・ラザレフ

## ミッションパラメータ
- 質量:5,320 kg
- 近点:178km
- 遠点:336km
- 軌道傾斜角:64.7°
- 軌道周期:89.6分

## 背景

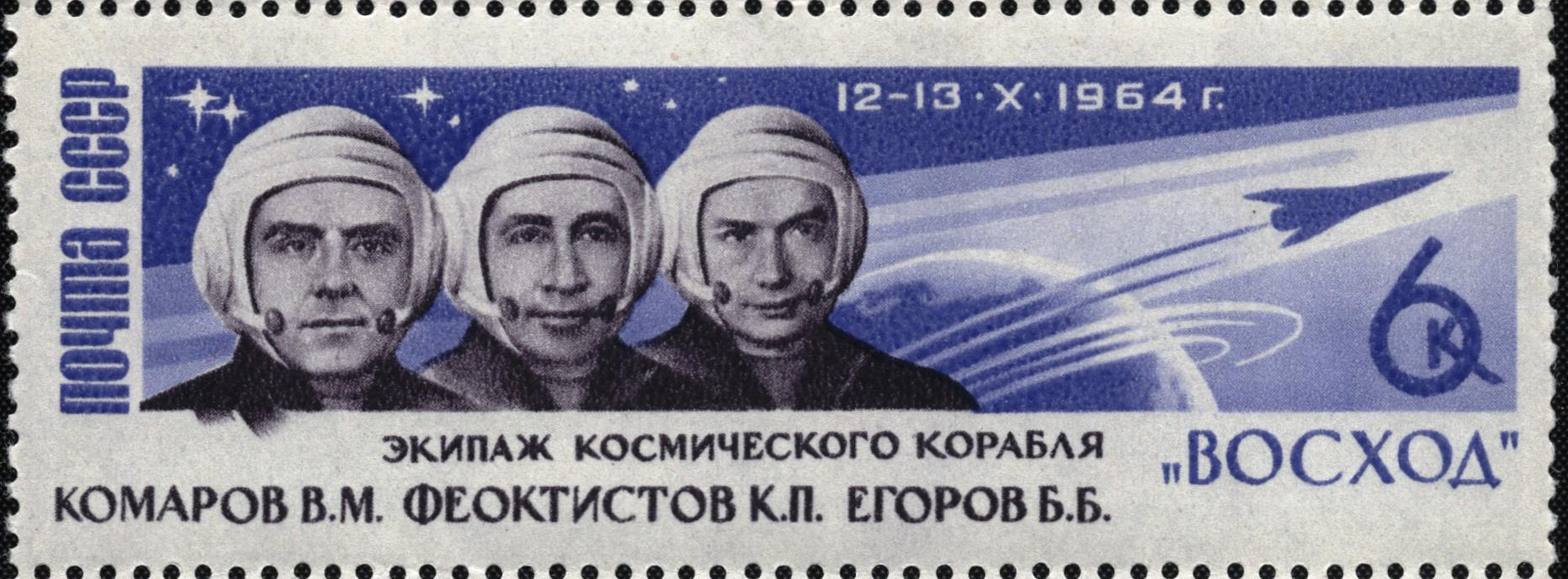
ボスホート1号を記念した切手

当初、ボスホート1号にはボリス・ヴォリノフ、ゲオルギ・カティス、ボリス・エゴロフの3人が搭乗する予定であったが、打上げ予定日の3日前になって乗組員が変更になった。これは、ヴォリノフの母がユダヤ人であることを国家委員会が知ったためであると言われている。
乗組員の選抜には政治の意向が働いた。ヴォリノフのユダヤ人の母の他に、カティスの父は逮捕され、大粛清で射殺されていた。様々な派閥が、彼らの代表を宇宙に送るように求めた。セルゲイ・コロリョフも、宇宙船設計者は自身の設計した宇宙船に乗るべきだと信じていたため、彼の会社の技術者を宇宙飛行士にしたいと望んでいた。ソ連空軍は、乗組員を空軍パイロットと技術者または科学者、医者で構成することに同意したが、全てを軍人とすることを主張した。ボストーク計画、ボスホート計画、ソユーズ計画で機体の設計を行ったコンスタンチン・フェオクチストフは、この飛行で、初めて宇宙飛行をした文民、唯一宇宙飛行をしたソビエト人宇宙船設計者となった。医師のエゴロフは、ソ連共産党政治局とのコネを持つ父親の政治的影響力を用い、乗組員に選ばれた。3人の乗組員は3か月から4か月の訓練しか受けなかったが、これはもしかすると、1980年代にスペースシャトルで宇宙を訪れたアメリカ合衆国の政治家ジェイク・ガーン、ビル・ネルソンを除いて、世界の宇宙開発史上で最も短い期間だったかもしれない:413-414,416。

## ミッションハイライト

ボスホート1号と2号のカプセル

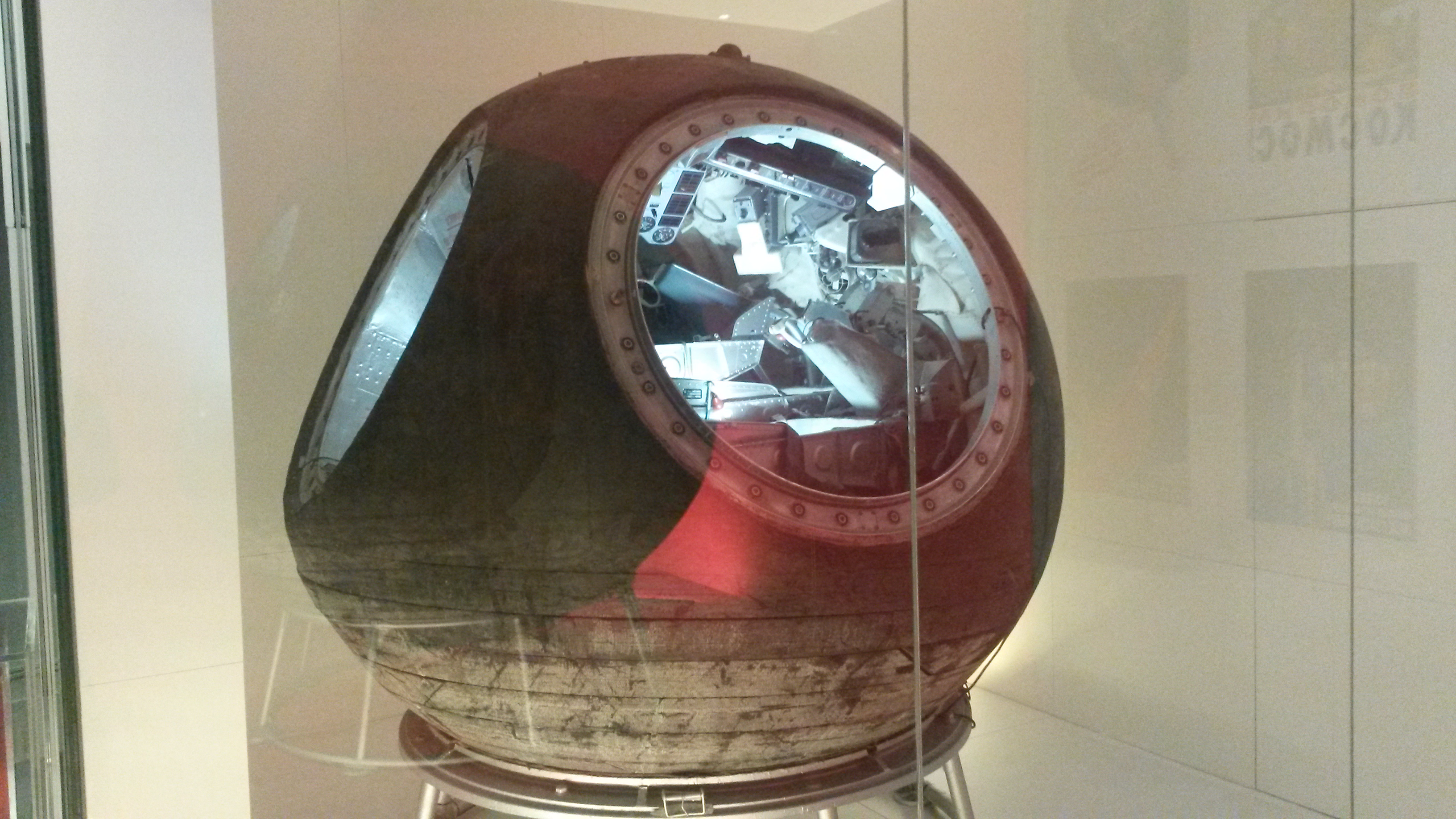
ボスホート1号のカプセル ロンドンのサイエンス・ミュージアムにて

ボスホート宇宙船は、基本的にボストーク宇宙船を元にしており、固体燃料の逆推進ロケットの頂部に降下モジュールが付けられている。脱出シートは取り外され、3人分の座席がボストーク宇宙船と比べて90度回転して取り付けられている。打上げや着陸の失敗時に乗組員が避難するための装置はなかった。また着陸の際の衝撃を和らげるために、パラシュートが取り付けられていた。ボストーク宇宙船と異なり、ボスホート宇宙船には脱出シートがないことから、乗組員は降下モジュールの中で着陸しなければならなかったため、パラシュートは必須であった。
ボスホート1号のミッションの多くは生物医学に関わる実験や、宇宙空間で専門分野の異なるチームがどう協力するのかについての研究であった。ミッションは短く、わずか24時間を少し越える程度だった。ついでに言えば、ソビエト連邦書記長のニキータ・フルシチョフは、この宇宙船が宇宙空間にいる間に権力を失い、これがミッションが打ち切られた原因ではないかと疑われている。しかし、宇宙船が窮屈な状態だったことも長期間の飛行ができなかった原因の1つだと考えられている。
2人飛行のジェミニ計画が開始されるよりも先に打上げられたため、ボスホート1号は一時的にではあるが世界に大きな衝撃を与えた。NASA長官のジェイムズ・ウェッブはボスホート1号の飛行を「宇宙開発上の偉大な達成」と称し、「国力の維持と威信のためにロシアが宇宙開発を大いに続けることを明確に示すものだ」と付け加えた。